# L'Équipe
L'Équipe ("laget") är en fransk dagstidning om sport. De sporter som nästan dagligen tas upp är fotboll, rugby, motorsport, cykling och basket.
L'Équipe, vars första nummer gavs ut den 28 februari 1946, är en fortsättning på L'Auto, "bilen" (16 januari 1903 – 17 augusti 1944), som i sin tur efterträdde L'Auto-Vélo, "bilen-cykeln" (16 oktober 1900 – 15 januari 1903), som grundades av missnöjda medarbetare som lämnat Le Vélo, "cykeln" (1882-1904).